# 650. pěší divize (Wehrmacht)
650. pěší divize (německy 650. Infanterie-Division) byla pěší divize německé armády (Wehrmacht) za druhé světové války. Byla součástí Ruské osvobozenecké armády.

## Historie
Divize byla založena v březnu 1945 ve vojenském prostoru Heuberg jako 2. divize Ruské osvobozenecké armády. Divize nikdy nebyla nasazena v boji. 650. pěší divize padla v Münsingenu do Spojeneckého zajetí.

## Velitelé
| Datum       | Hodnost      | Jméno          |
| ----------- | ------------ | -------------- |
| březen 1945 | generálmajor | Georgij Zverev |

## Členění
| Členění 650. pěší divize |
| ------------------------ |
| Grenadier-Regiment 1651  |
| Grenadier-Regiment 1652  |
| Grenadier-Regiment 1653  |
| Artillerie-Regiment 1650 |
| Pionier-Bataillon 1650   |
| Divisionseinheiten 1650  |